# KC그린홀딩스
KC그린홀딩스 주식회사(영어: KC Green Holdings)는 대한민국의 지주회사로, 본사는 서울시 마포구 상암산로 34 디지털큐브 12층에 위치해 있다.계열사로 KC환경서비스를 가지고 있다.

## 역사
1973년 한국코트렐공업으로 설립되어 2009년 KC코트렐(주)로 상호 변경하였고 KC코트렐이 2010년 지주회사로 분할되어 KC그린홀딩스(주)가 출범하였다. 2014년 본사를 현재의 마포구 상암동으로 이전하였다.

## 사업
- 대기오염 방지플랜트
- 환경서비스 (폐기물 소각/재활용)
- 신재생에너지 (태양광발전소)
- 친환경제조사업

## 경영난
2024년 회사가 경영난으로 KC코트렐이 2022년 발행한 전환사채(CB) 원리금을 갚지 못하면서 KC그린홀딩스이 KC코트렐과 전날 금융채권자협의회를 통해 워크아웃 개시를 결정하였다
2024년 11월 KC코트렐에 780억 원 규모 채무보증을 결정하였다

## 계열사
- KC환경서비스(매각)
- KC코트렐
- KC그린소재
- KC바이오칩
- KC그린에너지
- KC건설(폐업)
- KC안전기술
- KC솔라앤에너지

## 같이 보기
- KC코트렐